# Acrarmostis
Acrarmostis é um gênero de traça pertencente à família Arctiidae.